# Metropolitana di Tbilisi
La metropolitana di Tbilisi (in georgiano თბილისის მეტროპოლიტენი?, Tbilisis Metropoliteni; anche in russo Тбилисское Метро?, durante l'epoca sovietica) è il sistema di trasporto rapido della città di Tbilisi, la capitale della Georgia. Aperta nel 1966, fu la quarta metropolitana nell'Unione Sovietica.

## Linee e stazioni
I colori nella tabella corrispondono ai colori nella cartina della rete.
| # | Nome                      | Apertura | Lunghezza | Stazioni |
| - | ------------------------- | -------- | --------- | -------- |
| 1 | Linea Akhmeteli-Varketili | 1966     | 19,6 km   | 16       |
| 2 | Linea Saburtalo           | 1979     | 6,8 km    | 6        |
|   | Totale:                   |          | 26,4 km   | 22       |

## Funzionamento
Attualmente il sistema consiste di due linee, 22 stazioni su 26,4 km di tracciato. Venti stazioni sono sotto il livello del suolo e due sono in superficie. Delle stazioni sotterranee, 16 sono state realizzate in profondità, mentre le altre quattro sono state realizzate appena sotto la superficie. Delle stazioni realizzate in profondità, sei sono costituite da tre atrii separati tra loro da piloni, cinque simili con gli atrii separati da colonne, mentre le altre cinque sono composte da un unico atrio (sono state costruite alla stessa maniera delle stazioni della metropolitana di Leningrado). Delle stazioni più a livello del suolo sono state invece costruite tre con tre atrii separati da colonne, mentre l'altra è ad atrio unico. A causa del terreno irregolare di Tbilisi, la metropolitana, soprattutto nella linea Akhmeteli-Varketili, è stata costruita in due tratti in maniera sopraelevata rispetto al terreno.
Nel 2005 è stato stimato che la Metro viene usata annualmente da un totale di 105.6 milioni di persone.
La metropolitana dispone di 186 convogli ricoverati in due depositi. Nonostante i binari siano stati posati per dei convogli composti da cinque vetture, generalmente vengono utilizzati dei convoglia a quattro e a tre vetture rispettivamente sulla linea 1 e sulla linea 2. I modelli di treni adoperati sono gli stessi utilizzati nelle metropolitane dell'ex Unione Sovietica. Ogni biglietto è di 20 tetri che vale per la durata di una corsa. La metropolitana è attiva dalle 6 di mattina fino all'una di notte con i treni che passano con una frequenza di quattro minuti (due e mezzo durante le ore di punta).

## Storia
Tbilisi (che fino al 1936 si chiamava ancora Tfilis), capitale della Georgia, è sempre stata considerata come la quarta città per importanza dell'Unione Sovietica, soprattutto per la sua posizione politica essendo la capitale della repubblica sovietica dalla quale provenivano diversi uomini di punta dello Stato (primo fra tutti Stalin). La città crebbe rapidamente durante il XIX secolo e il XX secolo, e oltre a divenire un importante centro culturale e politico, divenne un importante nodo di trasporti nella Transcaucasia nonché un importante centro industriale. Tutto questo fece sorgere la necessità della costruzione di una metropolitana all'interno della città.
I lavori iniziarono nel 1952. L'11 gennaio 1966 la metropolitana fu inaugurata divenendo così la quarta metropolitana sovietica ad essere realizzata (dopo Mosca, Leningrado e Kiev) nonché l'unica metro esistente nella Repubblica Socialista Sovietica della Georgia. Inizialmente la metropolitana era costituita da sole sei fermate, successivamente si è ingrandita fino a raggiungere 22 fermate in due linee.
Negli anni novanta la metropolitana (alla quale furono cambiati moltissimi nomi delle fermate dopo l'indipendenza della Georgia dall'URSS) fu colpita duramente dalle difficoltà finanziarie dovute al collasso dell'Unione Sovietica. Fino a qualche tempo fa, la metropolitana funzionava in maniera difficoltosa a causa delle apparecchiature elettriche troppo obsolete, ed era divenuta famosa per la diffusa criminalità all'interno delle stazioni (erano presenti soprattutto borseggiatori e aggressori). Inoltre, all'interno della metropolitana si sono verificati diversi incidenti. Il 9 ottobre 1997 un ex poliziotto si fece saltare in aria nella stazione di Didube. Il 14 febbraio del 2000 un adolescente gettò in una stazione una granata a mano ferendo diversa gente. Nel marzo del 2004 diverse persone furono avvelenate da un gas misterioso mentre usufruivano del servizio.
Tuttavia la criminalità è diminuita grazie al rinnovo del servizio di sicurezza e della dirigenza avvenuto tra il 2004 e il 2005. Altri servizio sono stati migliorati.
Attualmente la metropolitana di Tbilisi sta subendo un processo di riqualificazione grazie alla ricostruzione delle stazioni, all'introduzione di nuovi treni e di altri servizi. Per questo progetto
sono stati stanziati 16 milioni di lari. Nel 2005 il presidente della Georgia Mikhail Saakashvili promise di rendere la metro di Tbilisi uno dei più prestigiosi servizi di trasporto pubblico e affidò l'incarico al Direttore Generale della Metropolitana di Tbilisi, Zurab Kikalishvili, di far rientrare la metropolitana negli standard europei per il 2007.

## Futuro
Per la metropolitana di Tbilisi è stata progettata anche una terza linea che dovrebbe correre attorno alle altre già esistenti, circondando il quartiere di Vake, e formando in questo modo un tipico itinerario sovietico con tre linee che si intersecano nel centro della città. Tuttavia questi progetti sono ancora in fase di stallo, alcuni dei quali addirittura dall'epoca sovietica.